# Етрурія

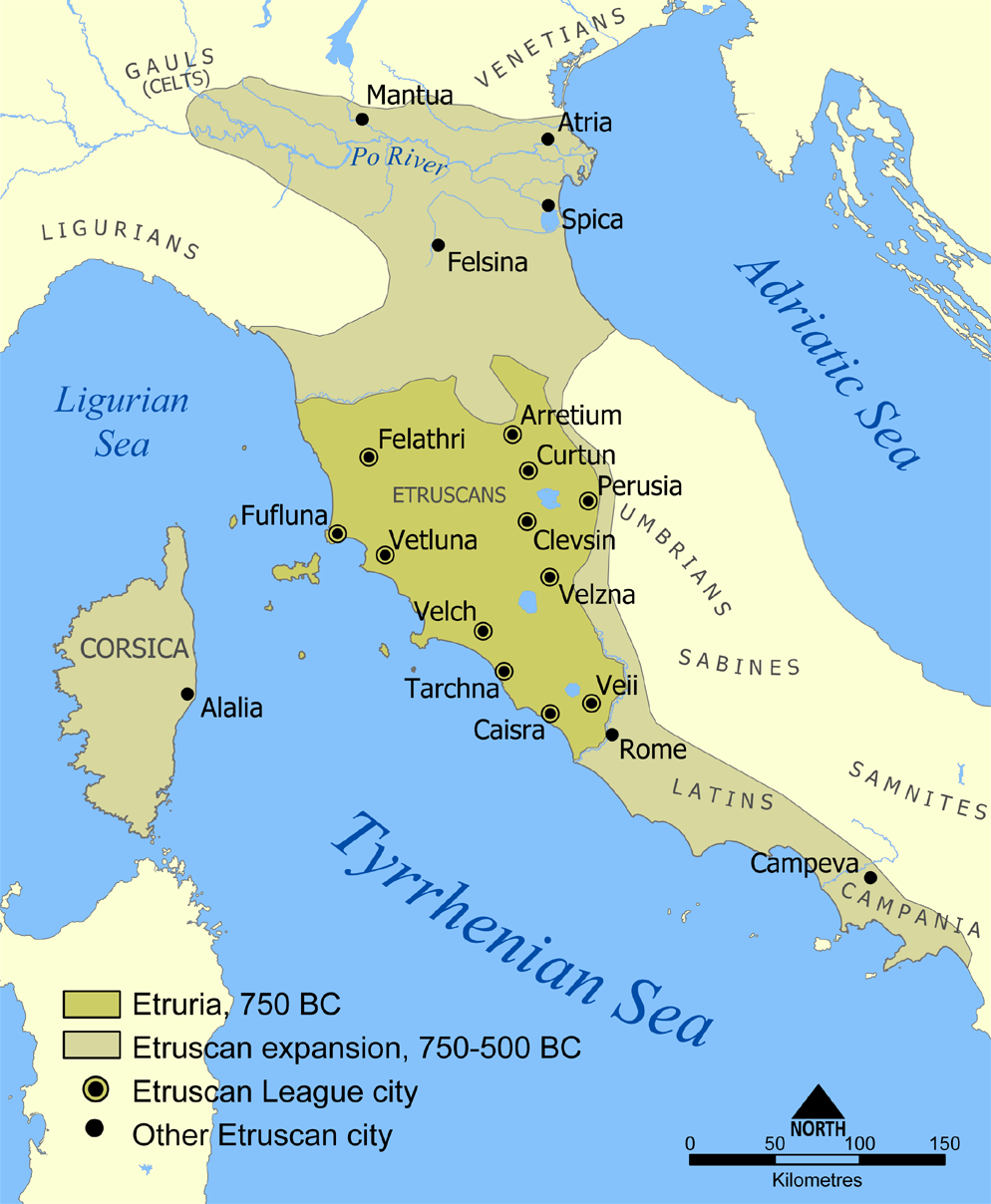
На карті зображено поширення Етруської цивілізації та дванадцять міст які складали Лігу міст Етрурії.

Етрурія (лат. Etruria, Tuscia, Tyrsema, Tyrrhenia) — історична область у північно-західній Італії, що межувала з Лігурією, Цизальпінською Галлією та землею Венетів, на сході — з Умбрією по річці Тибр, на південний захід — з Лацієм; західний кордон його становило назване за іменем жителів, що проживали на цій території — тірренів — Тірренське, чи Тусське море.
Політично складалася з конфедерації, що складалася з 12 міст-держав. 
Перші століття римської історії супроводжувалися безперервними війнами з етрусками, однак до III століття до н. е. етруски були повністю підкорені, а потім поступово зникли, залишивши після себе невеликі архітектурні пам'ятники (наприклад, міські ворота, що збереглися до наших днів), прекрасну скульптуру, а також багато надписів, що не вдалось розшифрувати.

## Політичний устрій

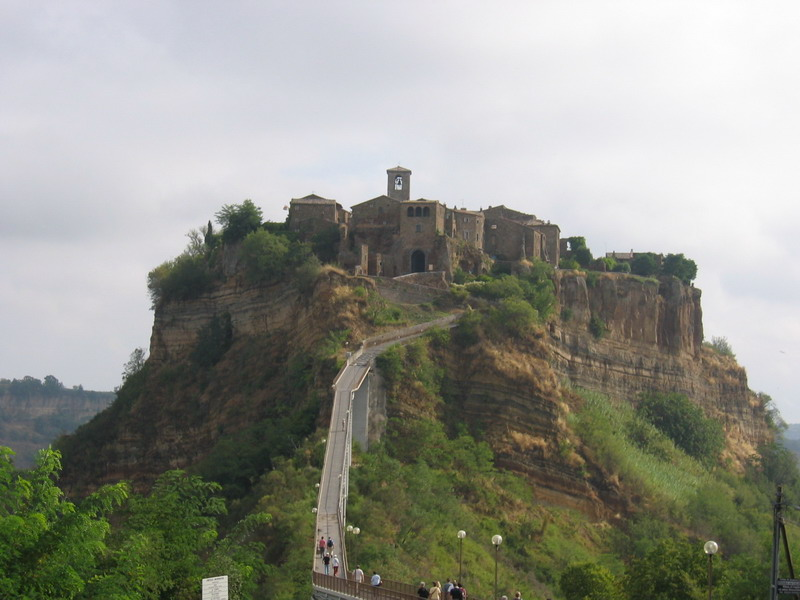
Етруська фортеця, знаходиться на території сучасної комуни Баньореджо провінції Вітербо

У VII сторіччі до н. е. в етрусків уже були численні міста-фортеці, які були економічними й політичними центрами, що утворювали разом із прилягаючими територіями міста-держави, що нагадували грецькі поліси. На чолі їх стояли спочатку царі, а з кінця VI — початку V сторіччя до н. е., з піднесенням військово-жрецької знаті, вищі посадові особи, що обиралися з аристократії. Збіднілі члени громад разом із залишками корінного населення й вольновідпущениками становили залежні соціальні шари суспільства. Їхня праця, очевидно, переважала як у сільському господарстві, так і в ремеслі, хоча число рабів було значним і постійно поповнювалося за рахунок воєн, піратства й работоргівлі. Імовірно, вже наприкінці VII ст. виникла конфедерація дванадцяти міст-держав (Веї, Тарквінії, Цере, Вольсинії й ін.). Опанувавши біля середини VI століття родючими землями в Кампанії, а потім і великими територіями в долині річки По етруски створили там колонії, також об'єднані у дванадцятимістя. Відповідно до легенд, етруська династія Тарквініїв правила з 616 по 509 роки до н. е. у Римі.
Вплив етрусків поширився майже на всю Італію. Однак конфедерація виявилася політично слабкою через своєкорисливу політику й суперництво окремих міст. Становище ускладнювалося соціальними протиріччями й опором населення залежних областей. Підсилювалася також активність зовнішніх ворогів. Греки в 524 і 474 роках завдали етрускам поразки під Кумами, поклавши кінець їхньому морському пануванню; римляни близько 509 року вигнали Тарквініїв. Самніти витиснули етрусків з Кампанії, опанувавши в 423 році Капую, паданські володіння етрусків зазнали навали галів близько 400 року до н. е. Відсутність в етрусків політичної й військової єдності позначилося й у війнах з Римом, у ході яких римляни по черзі підкорили собі найважливіші етруські міста.
В 396 році до н. е. були завойовані Вейї, в 358 році до н. е. під римське панування підпав Цере, в 308 році — Тарквінії. З 310 року до н. е. почалося підпорядкування середньої й східної Етрурії, після 283 року в залежному від Рима становищі виявилася вся Етрурія.
Протягом двох сторіч етруски зберігали в більшості своїх міст, що перебували на становищі союзних Риму громад, колишній політичний устрій, культові установи й культурну самобутність.

## Культурний вплив
Етруски вплинули на культурний розвиток Стародавньої Італії, особливо римлян, для яких вони були зразком у прикладні мистецтва і будівництві. Від етрусків римляни перейняли ряд особливостей політичної організації, структуру й озброєння армії, знаки влади.

## Образотворче мистецтво й архітектура
Пам'ятки архітектури представлені залишками храмів, похоронними спорудженнями, міськими стінами, інженерними конструкціями (мости, канали тощо). Кріпосні стіни й ворота складалися з добре відтесаних квадрів, щільно підігнаних один до одного. Застосовувалися клиноподібні арки (ворота в Перузії — сучасна Перуджа), уявні східчасті зводи (склепи VII–VI століть до н. е.), напівциркульні зводи (склепи III–II століть). Про розвиток містобудування свідчать залишки прямокутного планування м. Марцаботто біля Болоньї і гіпподамового планування (Гіпподам) місто Спіна. Квадратні в плані житлові будинки мали дво- або чотирискатний дах й відкритий дворик. Храми були двох типів: з однією або трьома целлами. Підняті на високий подіум, вони мали глибокий портик, карниз якого, з багато декорованим фризом, опирався на тосканські колони. Фронтони й скати даху прикрашалися розфарбованою теракотою. 
Біля міст збереглися некрополі (Цере сучасна Черветері, Перузія, Тарквінії, сучасна Таркуїнія, Клузіум, сучасна К'юзі, і інші). Псевдокупольні гробниці (VII століття) зустрічаються в північних районах Етрурії, гробниці в печерах, скелястих виступах та інші — біля Вольтерри (III століття), у вигляді насипного кургану — у некрополі Бандитачча в Черветері, у вигляді розташованого на поверхні ящива із травертину — у західному некрополі Марцаботто. Багато похоронних камер імітували житлові інтер'єри (гробниця «Реголіні-Галассі» у Цере, VII століття). 
Пам'ятникам монументального живопису (з VII століття, період розквіту VI–V століть) властиві виразність рухів і жестів, підкреслена силуетність фігур, локальний колір (гробниця «Полювання й рибна ловля» у Тарквиніях). У розписах V–IV століть позначився вплив давньогрецьких зразків (гробниця «Леопардів» у Тарквініях). Розпису III–II століть відбили настрої періоду занепаду Етрурії (гробниця «У Франсуа» біля Вульчі). До пам'ятників скульптури ставляться статуї й рельєфи з розфарбованої теракоти, похоронні урни, саркофаги, надгробні стели. Саркофаг мав вигляд кам'яного ящика, на кришці якого містилися зображення подружжя або самотньої фігури із чашею в руці (так званий саркофаг Лариса Пуленеса з Національного музею в Тарквініях). 
Одержав розвиток портрет, примітивні форми якого зустрічаються в антропоморфних урнах. В етрусків було розвинене мистецтво торевтики (бронзові статуетки богів, предмети побуту; і похоронного культу, дзеркала покриті гравіруванням), кераміка буккеро, що імітувала виробу з металу, чорно- і червонофігурний вазопис, виробництво прикрас із золота.

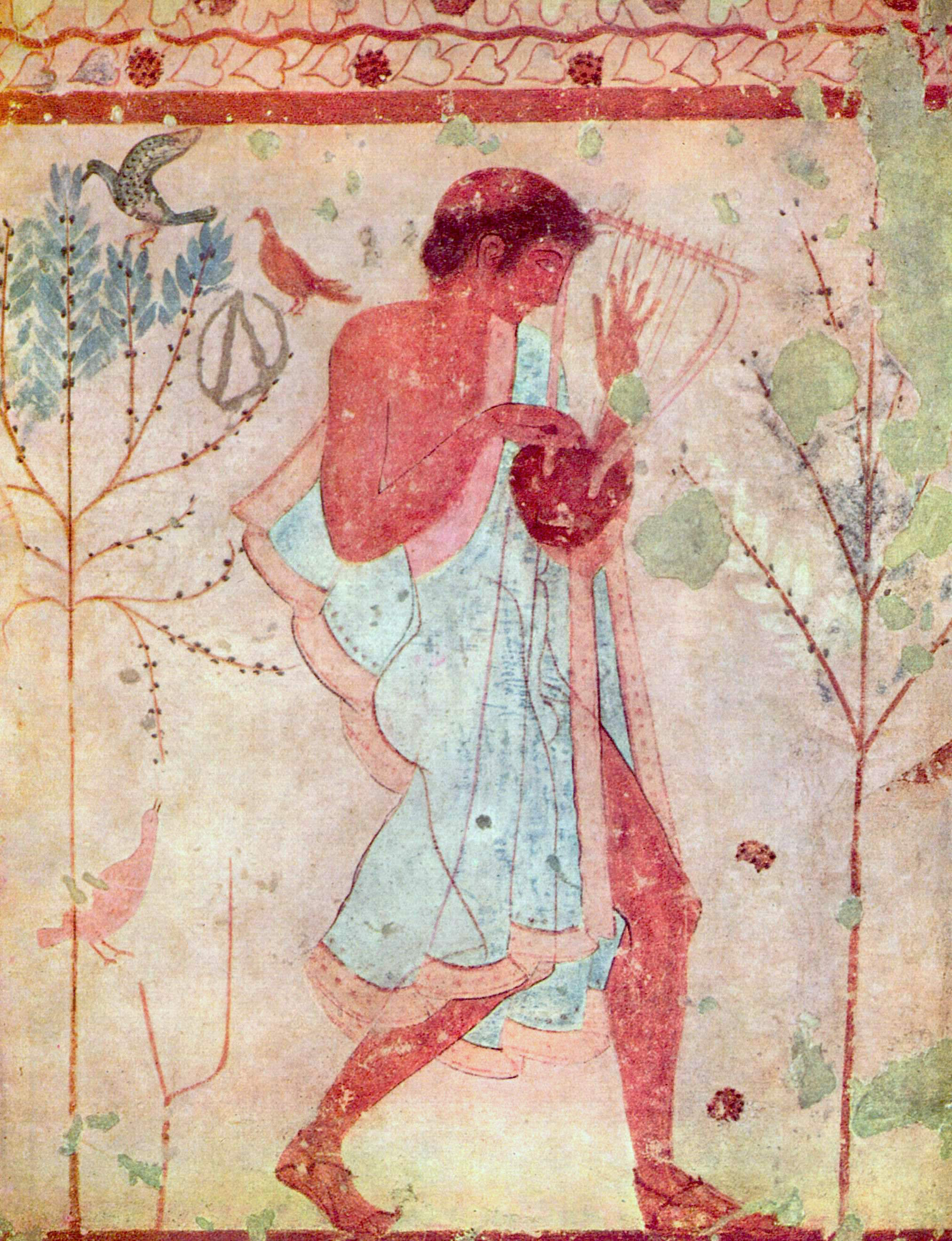
Етруський музика. Склеп трикліній, Тарквінії
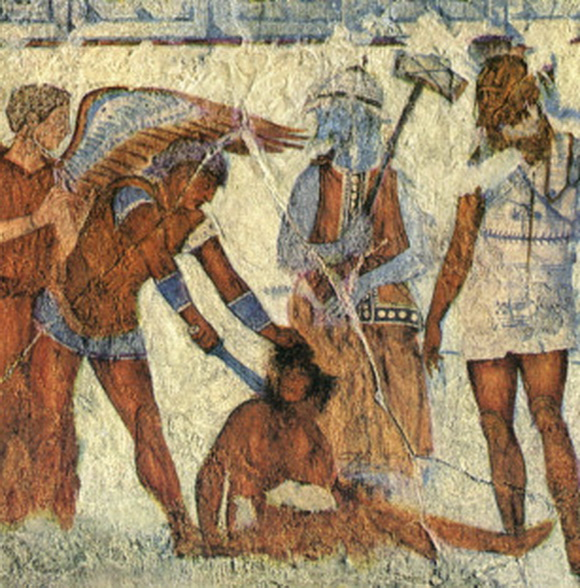
Невідомий етруський художник. Страта полонених у присутності Харона з молотом. Етруський склеп Франсуа, Вульчі, (сучасна Італія), стінопис IV ст. до н. е.
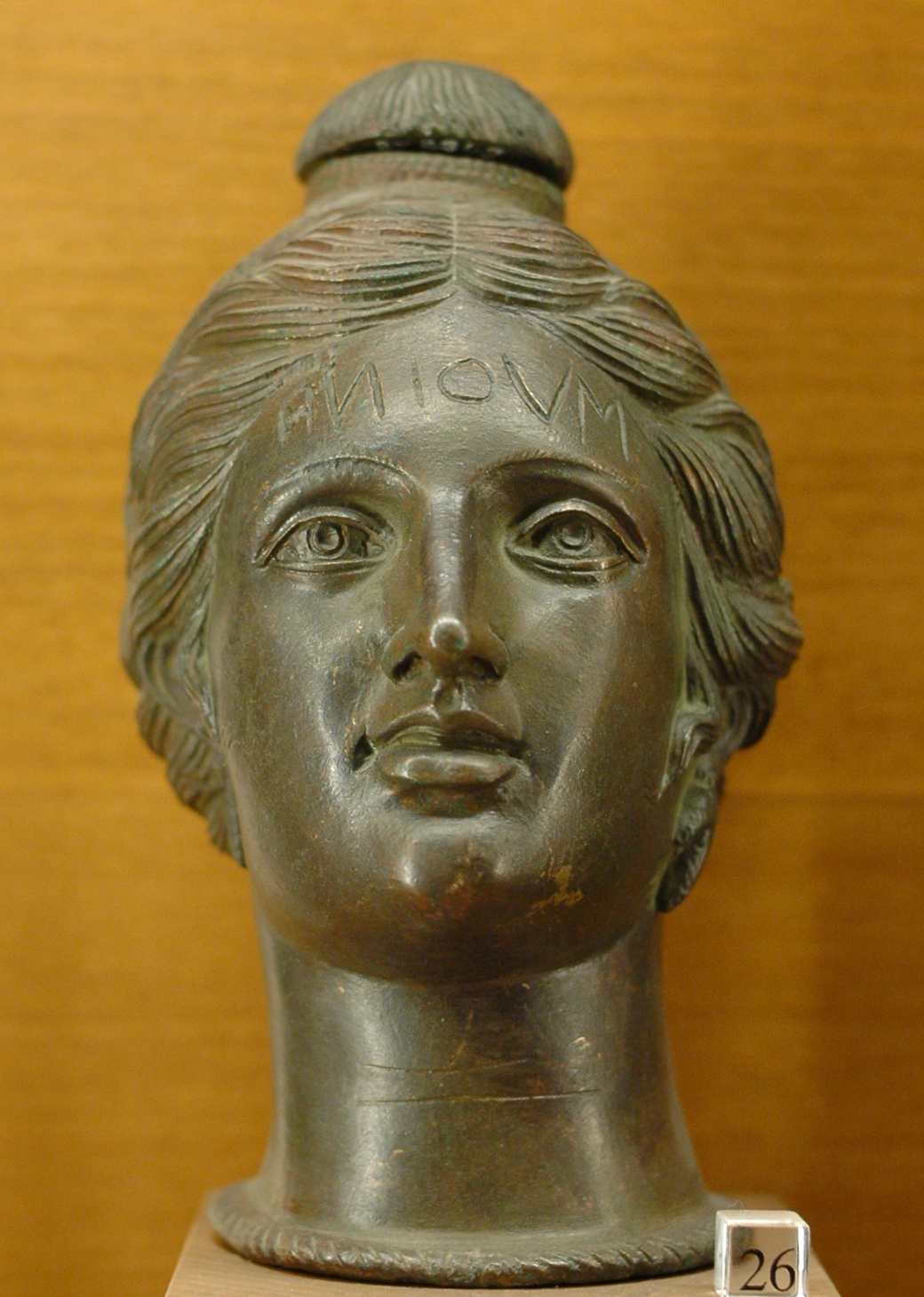
Ваза для парфумів, бронза, майже II ст. до н. е., Лувр
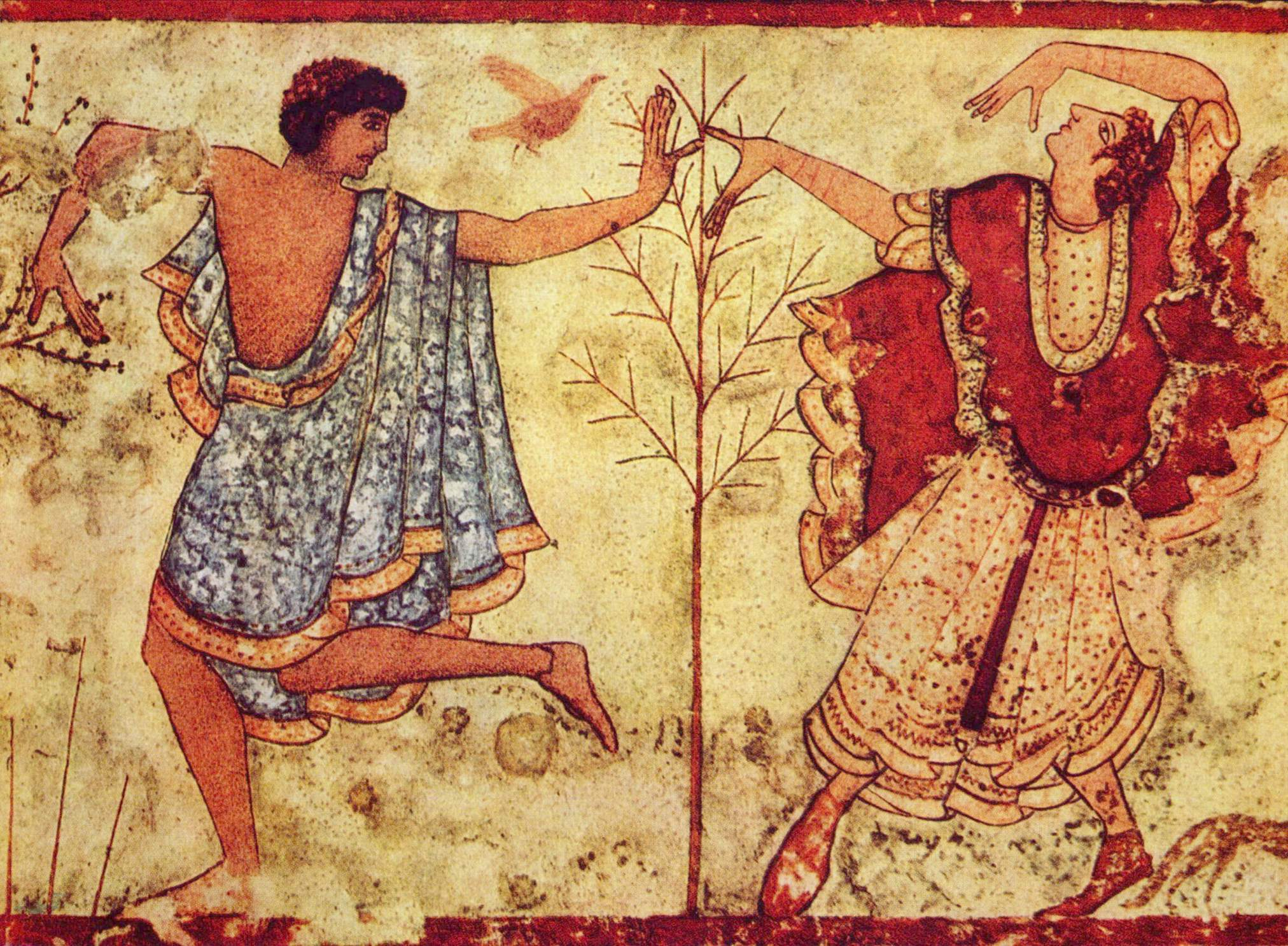
Етруські танцівники, Тарквінії, 470 до н. е.
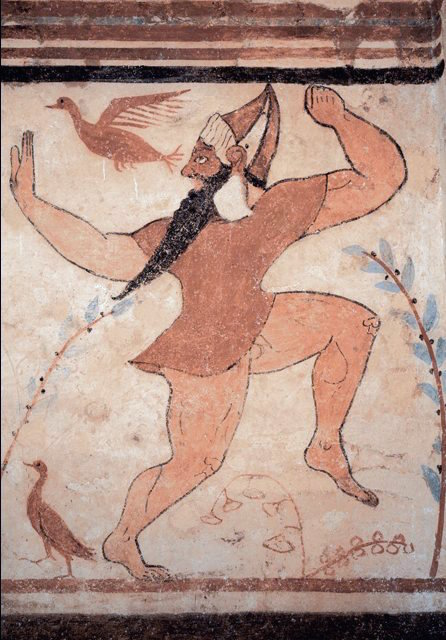
Етруські танцівники, Тарквінії
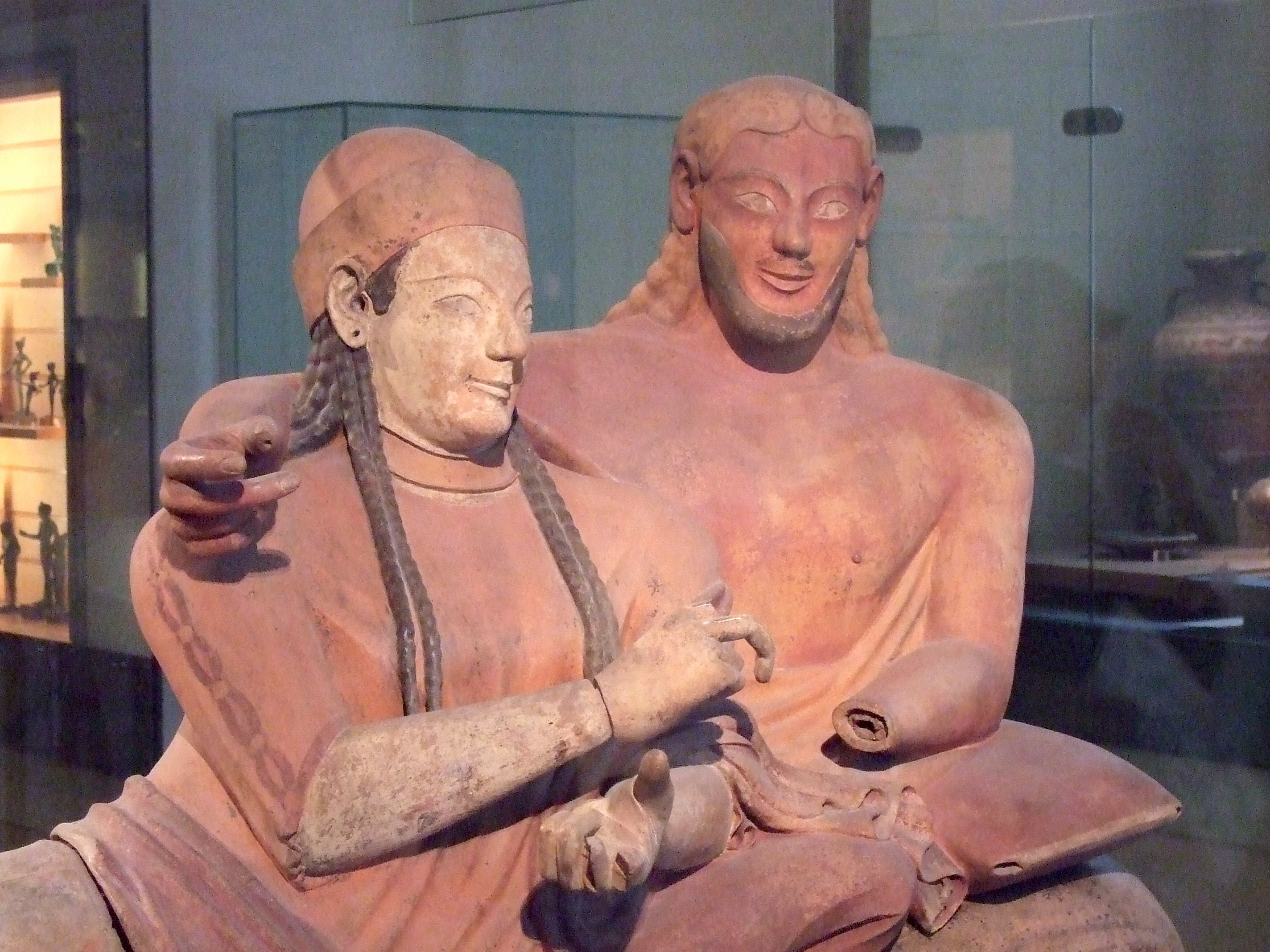
Етруська пара, Лувр
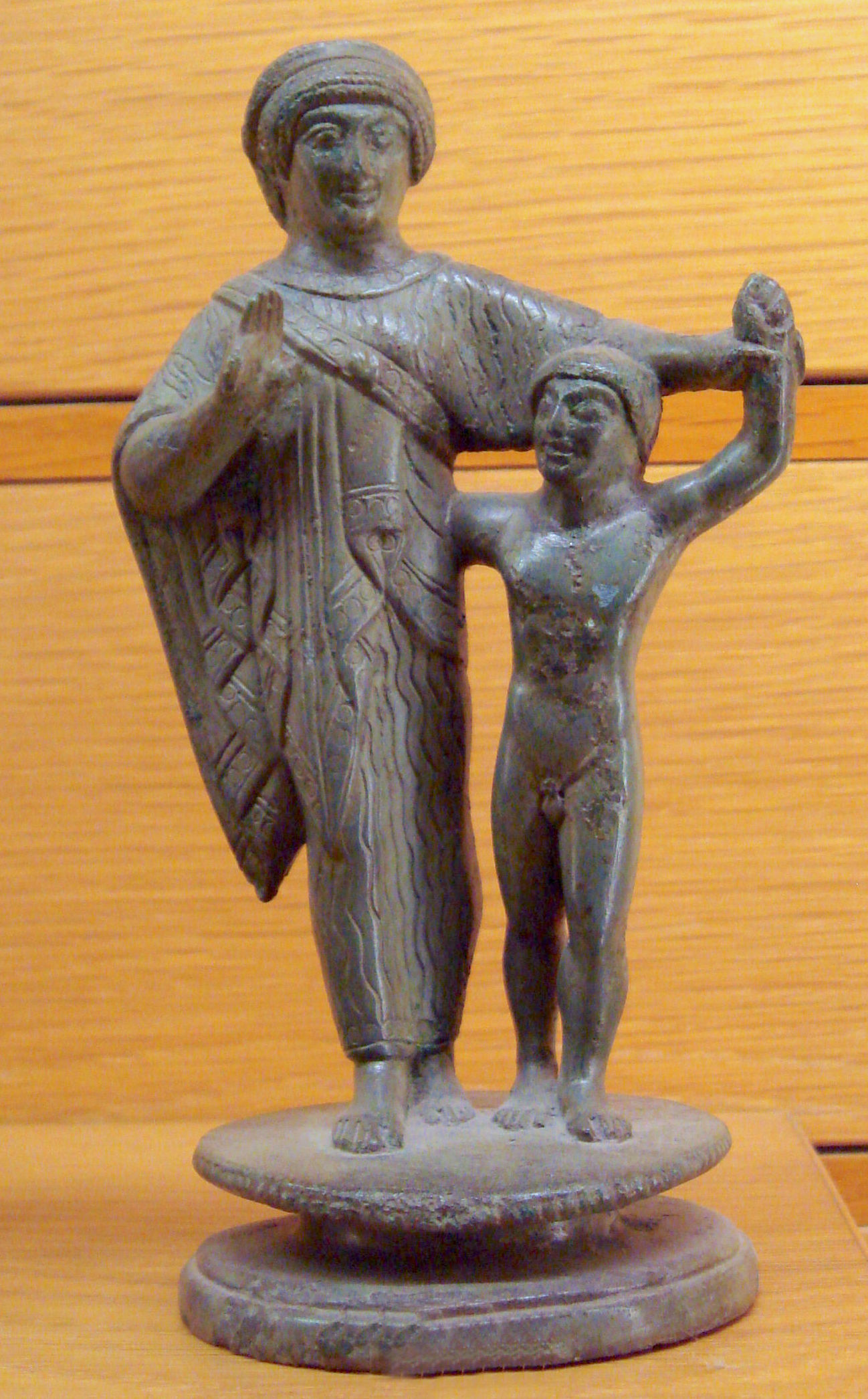
Мати з дитиною, 500–450 до н. е.
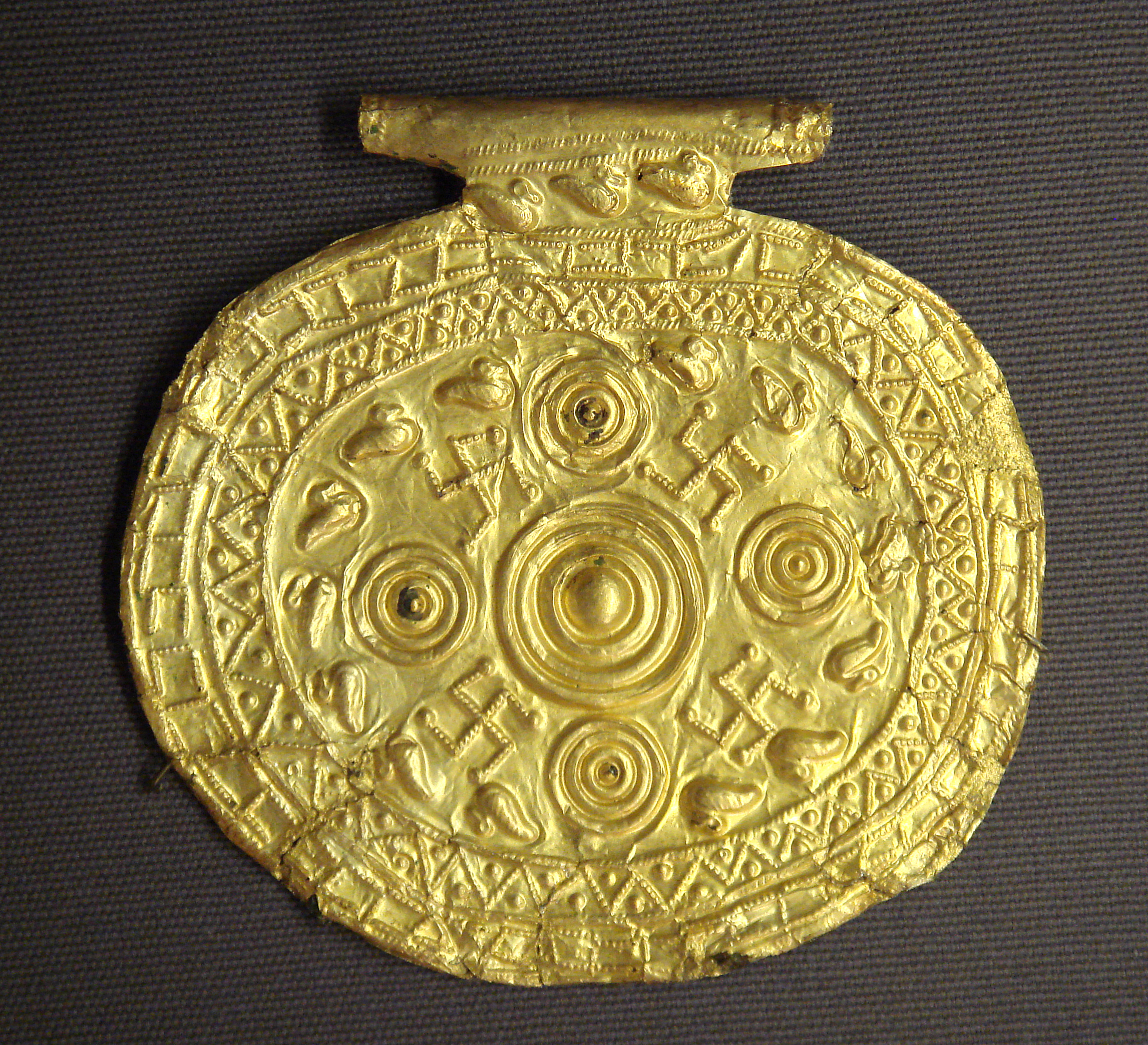
Етруський кулон із символами свастики з Больсени, Італія, 700–650 рр. до н.е. Лувр
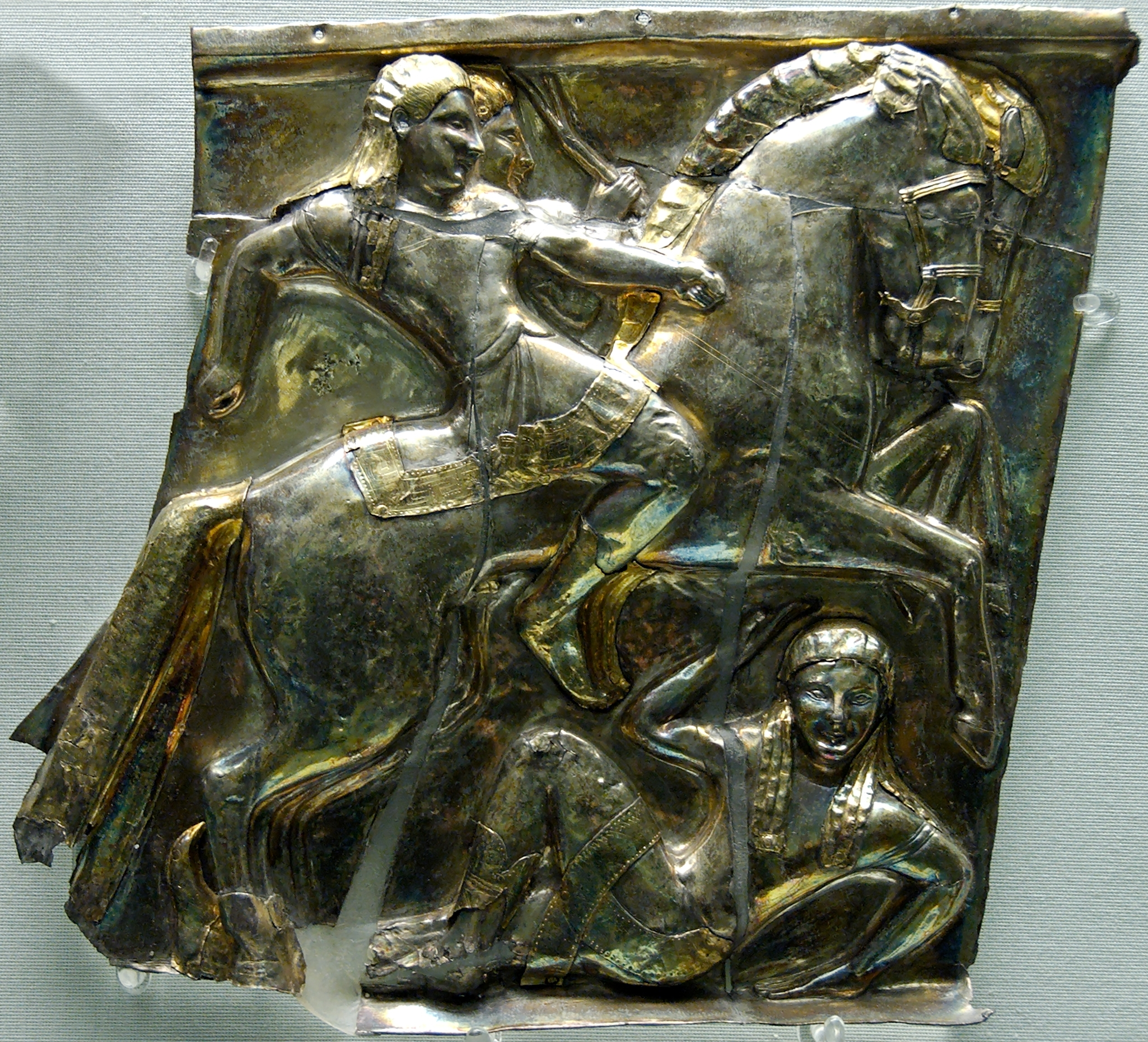
Вершники, 540–520 до н. е., Перуджа

## Релігія
Міфологія й релігія етрусків мали значний вплив на римську міфологію та релігію. Очевидно, через етрусків італійські племена Середньої й Північної Італії прийняли грецький алфавіт.
Релігія етрусків носила політеїстичний характер. Верховним богом етрусків був громовержець Тінія. Його оточували 12 верховних богів. Вшановувалася також Лаза, богиня долі. Існували й боги домівки — Лара і Пенат. В етрусків були поширені ворожіння на нутрощах тварин і польотах птахів. Відбувалися жертвоприношення, у тому числі людські. Етруски вірили в загробне життя. За їхніми віруваннями, після смерті кожна людина поставала перед судом підземного царства і, залежно від своїх земних справ, потрапляла до підземного світу (в «пекло») або на небо (в «рай»).
У релігії етрусків значну увагу приділяли магічним обрядам, ворожінню і тлумаченням різних знамень, які посилаються богами. Згідно з оповіданням римського оратора й письменника Марка Тулія Цицерона, в етрусків існувала така легенда. Якось раз селянин у полі біля міста Тарквінії провів плугом дуже глибоку борозну. Звідти раптово виліз кумедний маленький божок на ім'я Тагес із дитячим обличчям й тулубом, але із сивою бородою й мудрий, як старець, і звернувся до орача із промовою. Той злякано підняв лемент. Збіглися люди, яким Тагес роз'яснив, як слід по нутрощах жертовної тварини передбачати майбутнє. Крім Тагеса, мистецтву передрікання їхнього навчила німфа Вегоя. Вона пояснила, як тлумачити удари блискавок. І вожді звеліли записати промови Тагеса й німфи Вегої до священних книг. У наступних книгах були приведені поради по управлінню державою, будуванню міст і храмів. Ці книги переклали латиною ще за часів Тарквінія Древнього. Але й вони, як і твір римського імператора Клавдія по історії етрусків, не дійшли до нашого часу. Оскільки етруський світогляд з його надзвичайним захопленням питаннями загробного життя не приймався римлянами з їхнім формальним і розважливим підходом до релігійних питань, то вони запозичили в етрусків лише науку про пророкування, ворожіння й знамення як найбільш практичну й, що має прикладне значення, частину їхніх релігійних уявлень. Цю науку етруських жерців — гаруспіків (тих хто ворожили по нутрощах жертовних тварин, особливо по печінці) римляни запровадили у свої релігійні церемонії. Але в особливо важливих випадках у Рим запрошувалися етруські фахівці.

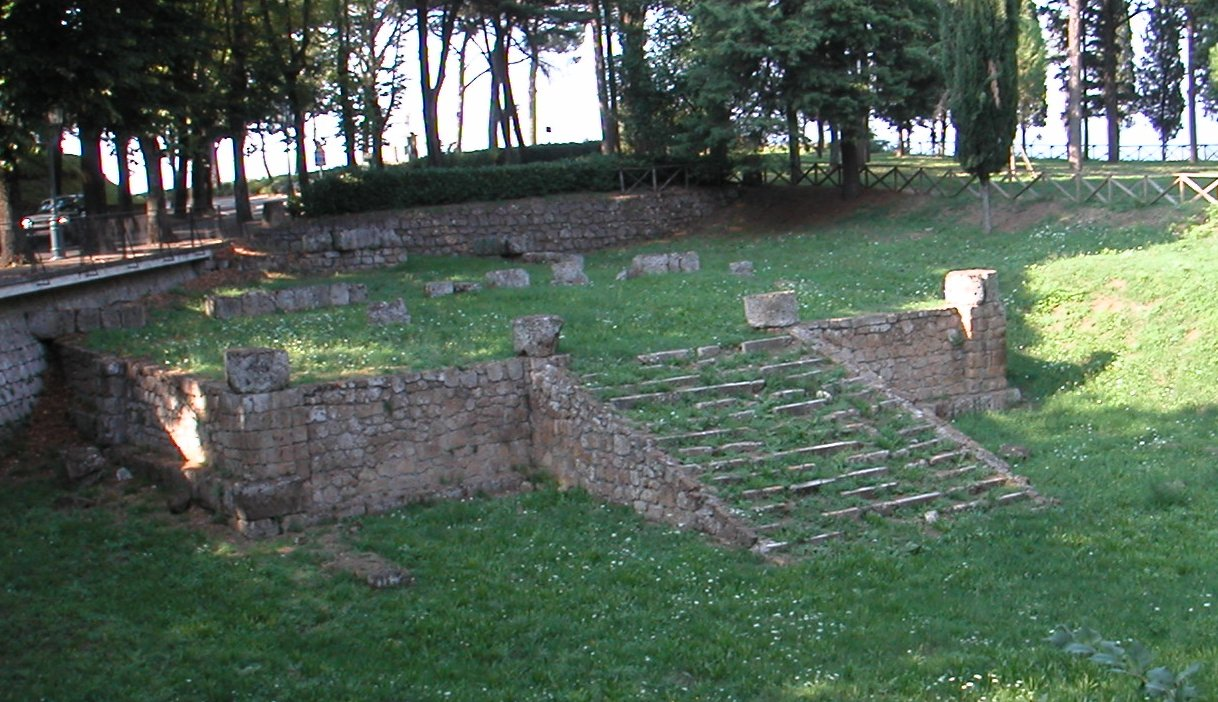
Руїни етруського храму — одні з небагатьох, які дійшли до наших днів (fanu)
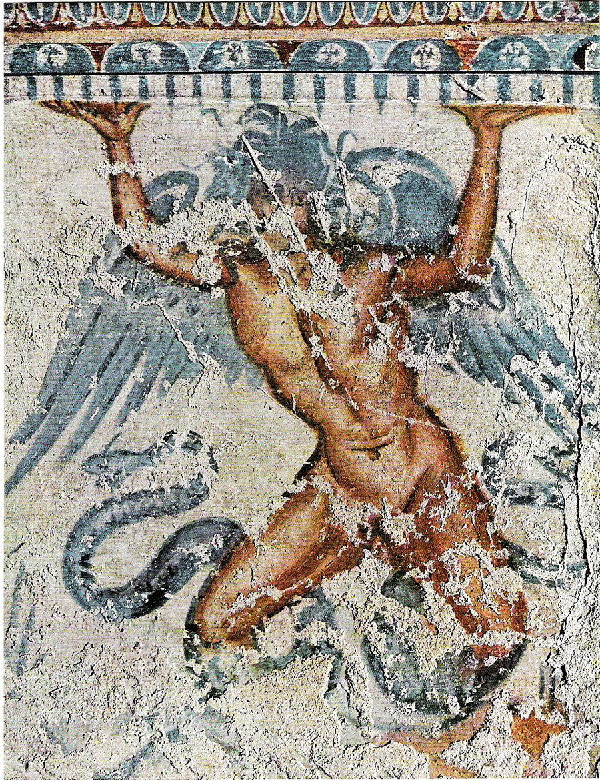
Тифон, Тарквінії
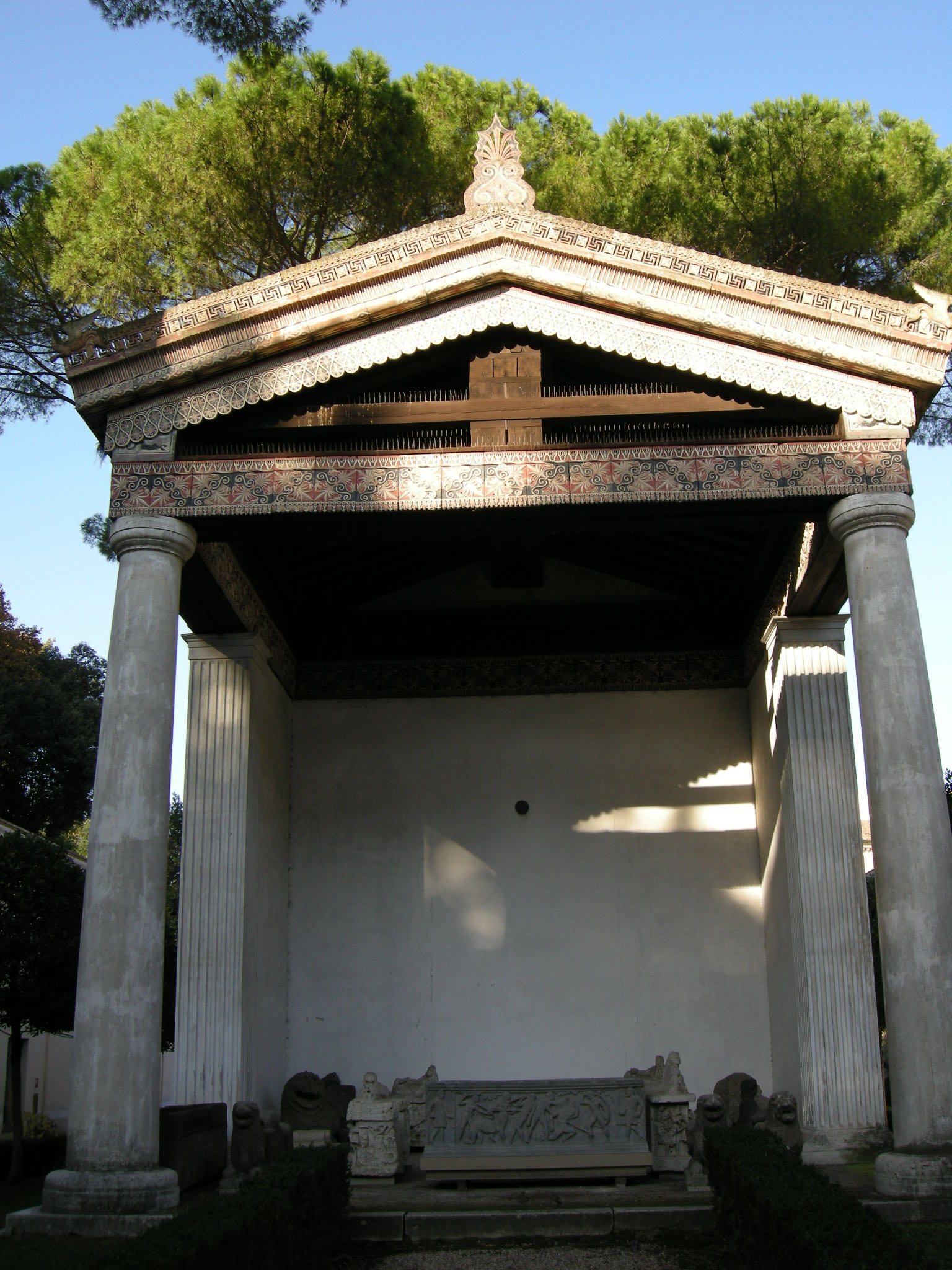
Реконструкція храму

### Загробне життя

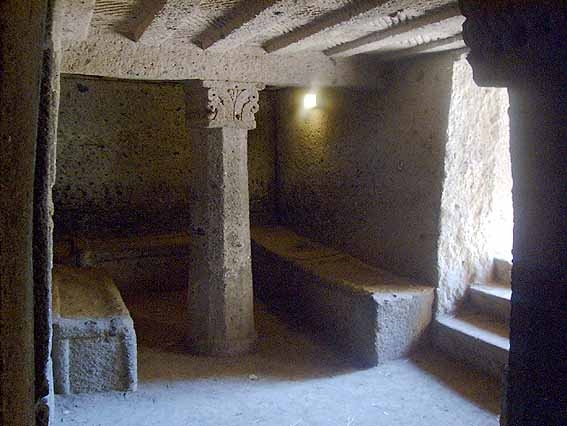
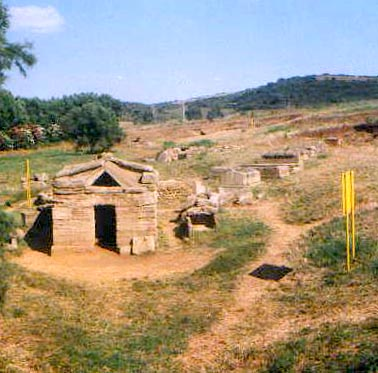
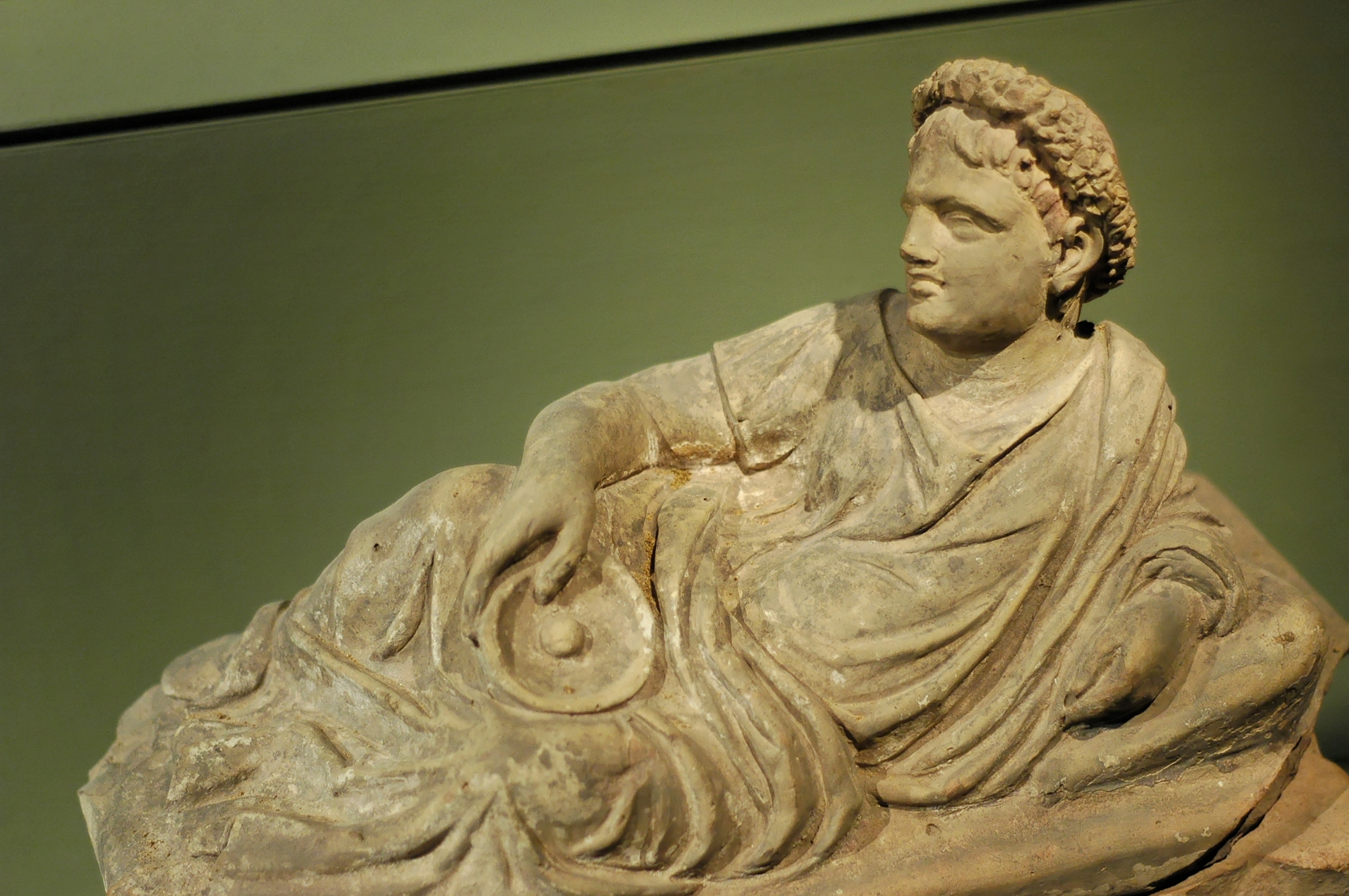
Саркофаг із Сієни
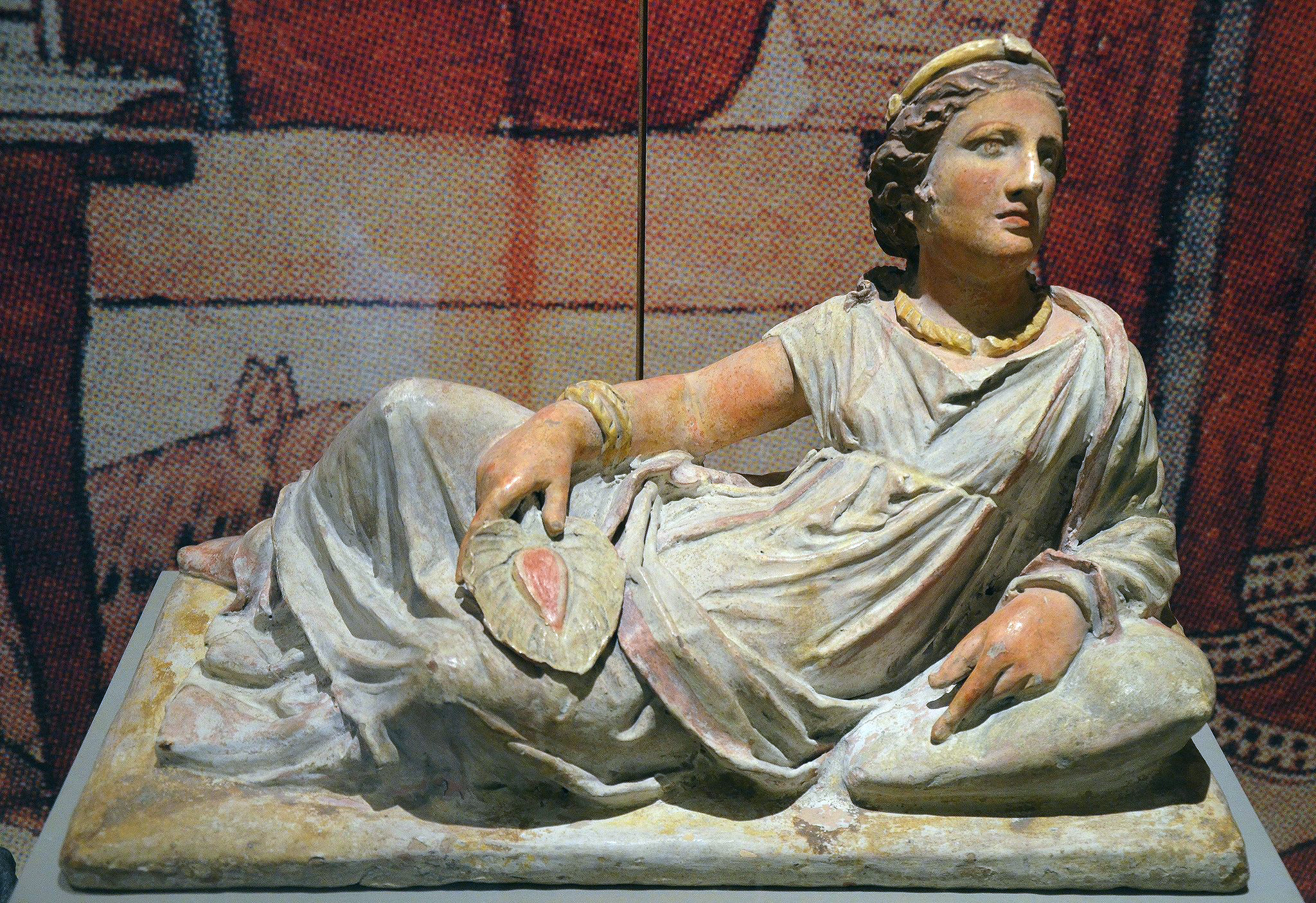
Саркофаг
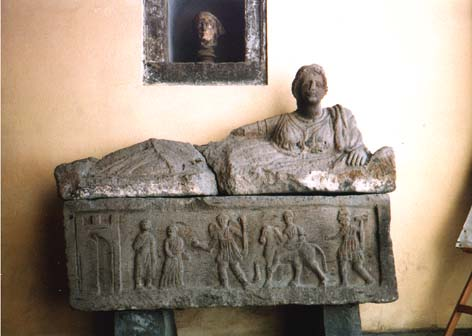
Саркофаг
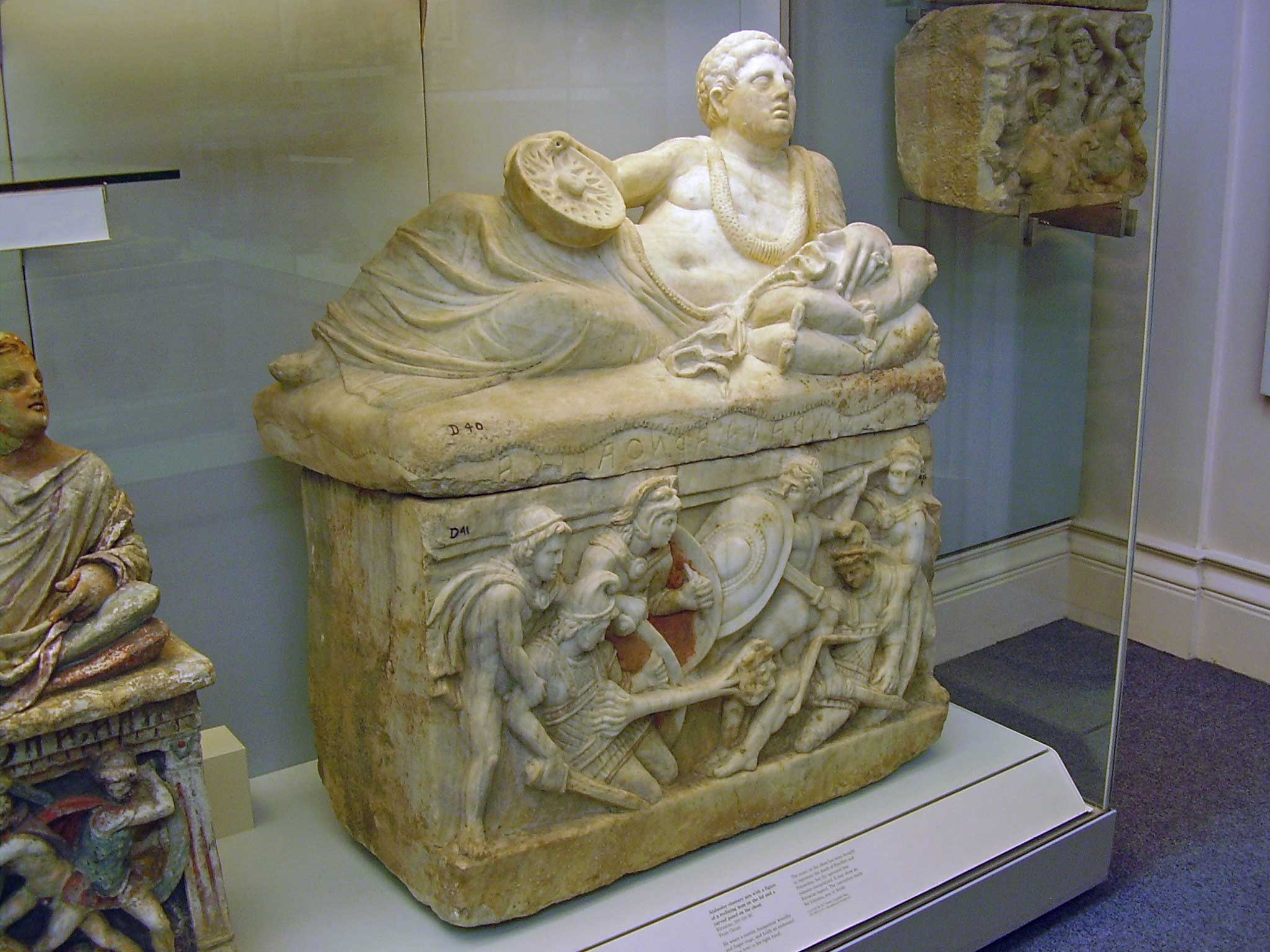
Урна
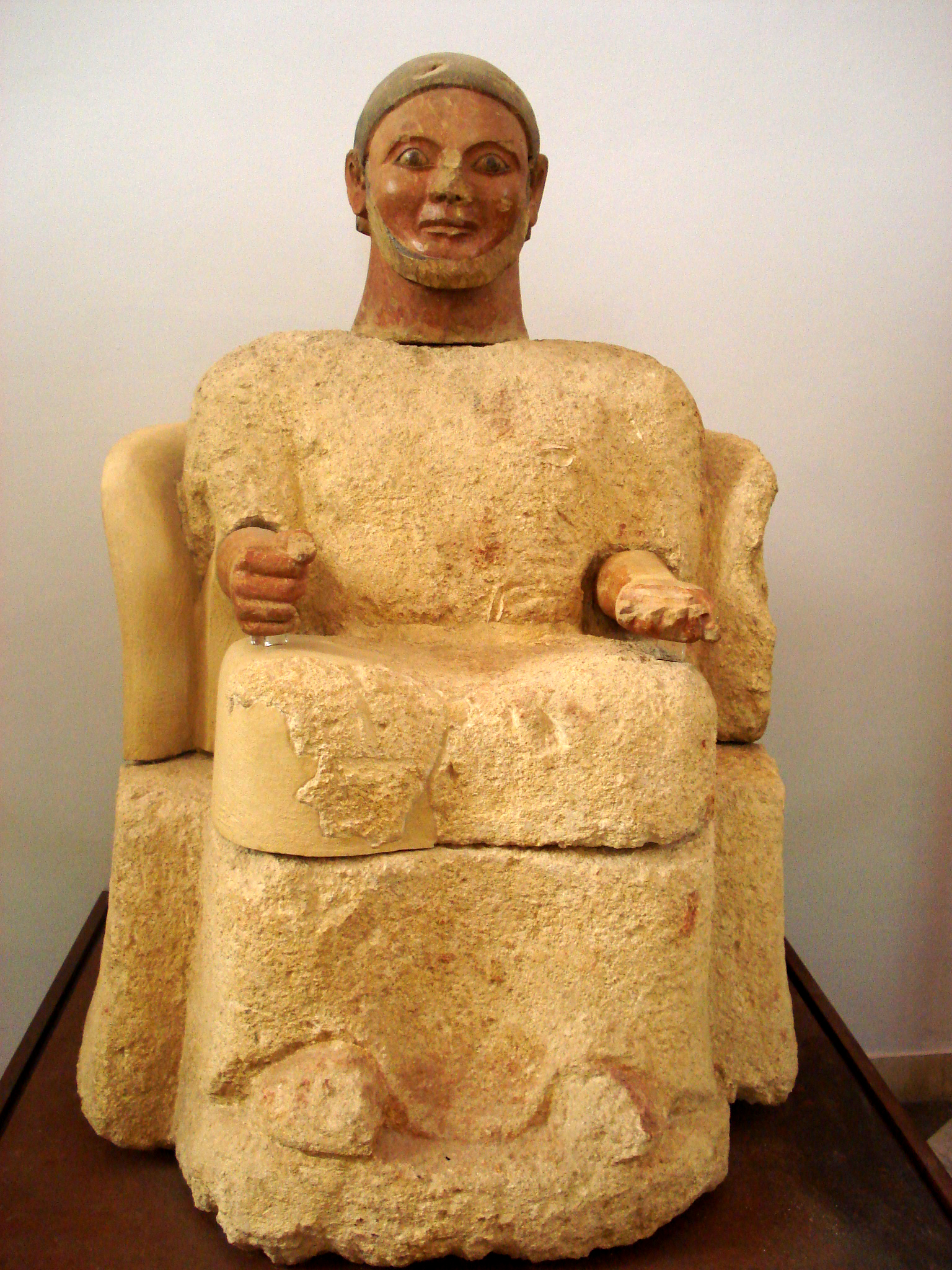
Урна

## Керамічні вироби етрусків

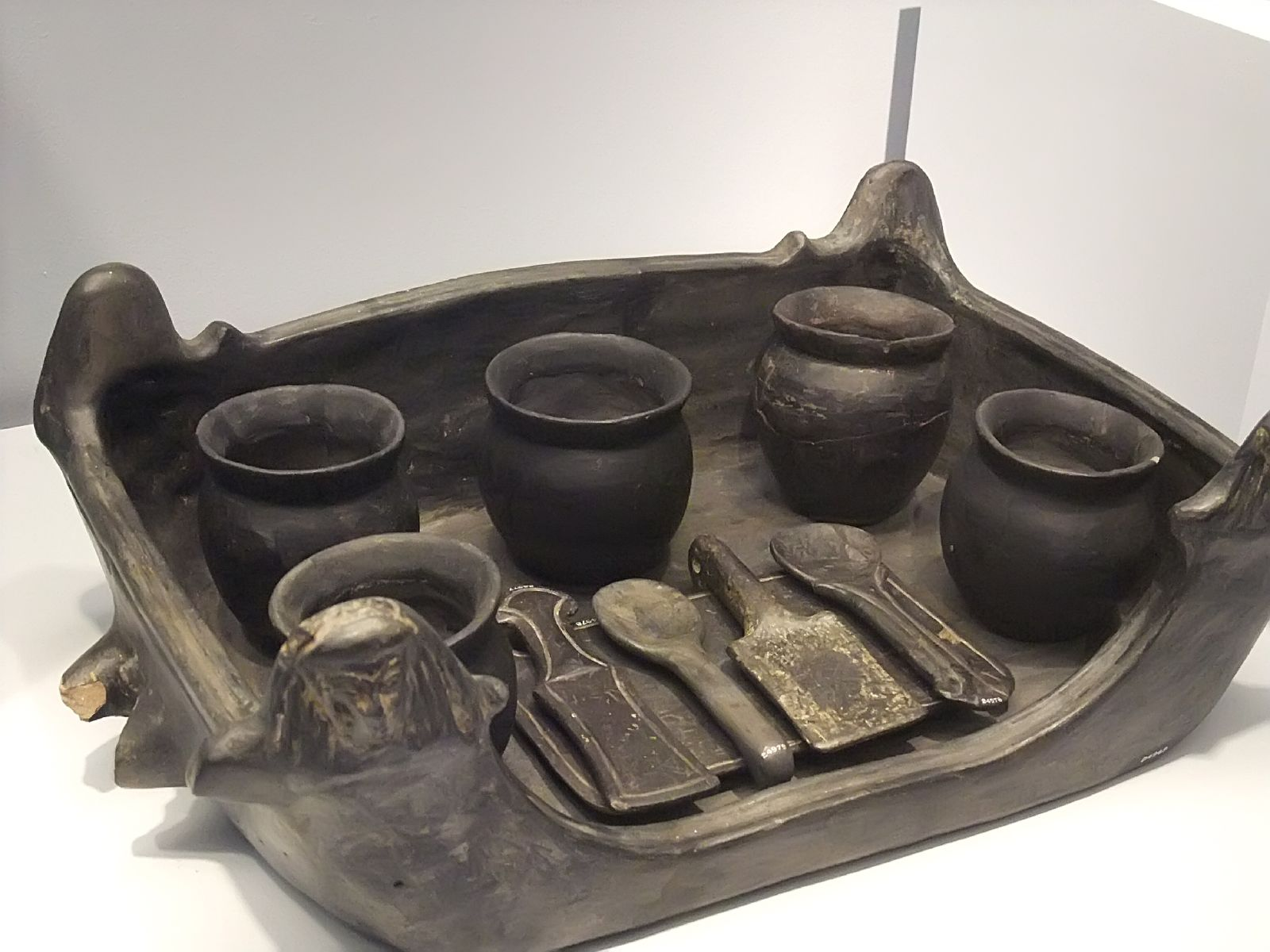
Повсякденне життя етрусків. Таця з горщиками для їжі, знайдена у Кьюзі, Італія.
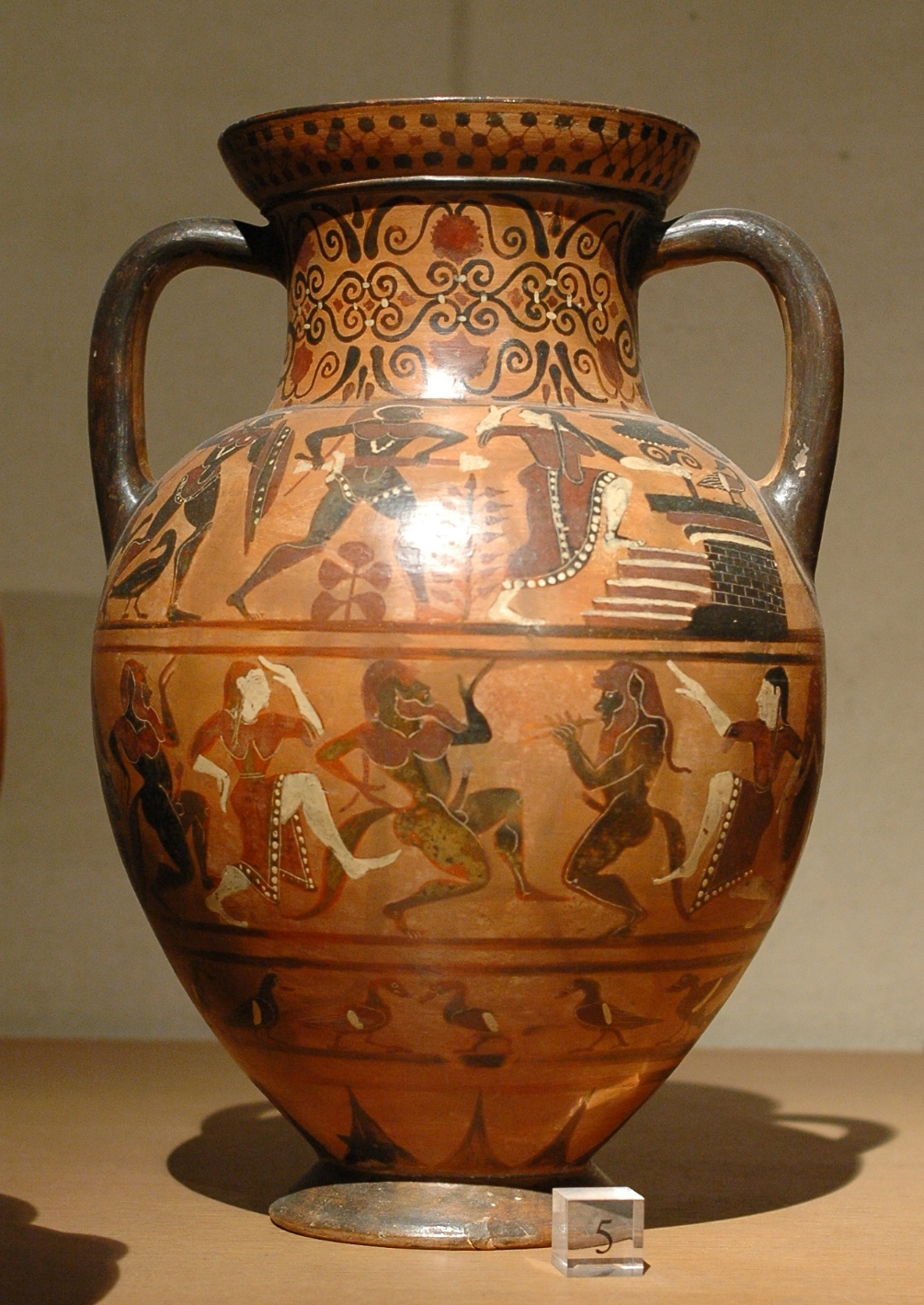
Етруська чорнофігурна амфора з Діомедом, Поліксеною та танцюристами (імітація давньогрецької кераміки), Лувр, Париж.
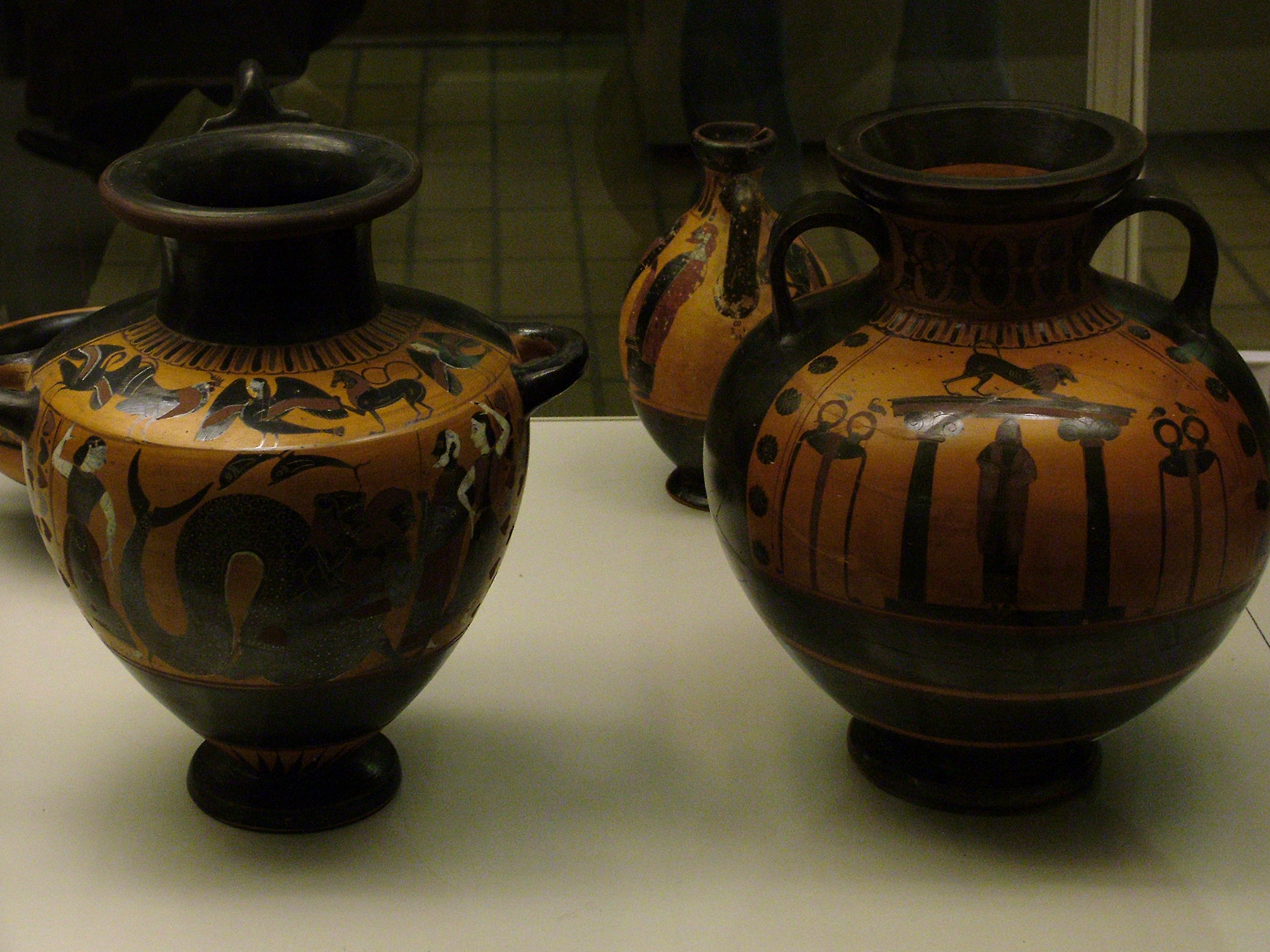
Британський музей. Чорнофігурна кераміка, знайдена на колишніх територіях етрусків